# 時 (中村雅俊の曲)
「時」（とき）は、中村雅俊の楽曲で、6枚目のシングル。1976年11月1日に日本コロムビアから発売された。

## 概要
小椋佳の義兄である塚原将は、レストランを経営しており、自作の詩を詩集にして本棚に展示していた。その中の「時」を小椋佳が目に止めて曲をつけたのが本作。

## 収録曲

### A面
1. 時（4分44秒）
  - 作詞：塚原将、作曲：小椋佳、編曲：林哲司

### B面
1. 慣れてしまったもの想い（3分59秒）
  - 作詞・作曲：小椋佳、編曲：林哲司